# Ядерный чемоданчик (США)
Ядерный чемоданчик президента США (англ. nuclear football, букв. «ядерный футбольный мяч») — специальный чемодан, содержащий гипотетическое оборудование или информацию, которые обеспечивают президенту США возможность отдать приказ о применении ядерного оружия. Чемоданчик функционирует в качестве мобильной точки в системе стратегической обороны США и предназначен для использования в ситуации, когда президент находится вне стационарных командных пунктов (наподобие Ситуационной комнаты Белого дома или Президентского оперативного центра по чрезвычайным ситуациям). Содержимое и принцип действия ядерного чемоданчика президента США являются государственной тайной США, однако на этот счёт имеются косвенные данные.

## Названия
По одной из версий, общепринятое название чемоданчика — football (с англ. — «футбольный мяч») — произошло от одного из предлагаемых сценариев ядерного удара под кодовым названием Drop-kick (букв. с англ. — «удар с полулёта»). По совпадению, название подобной операции также встречается в комедии Стэнли Кубрика «Доктор Стрейнджлав, или Как я перестал бояться и полюбил бомбу». Автором этой версии считают министра обороны США Роберта Макнамару. В июне 1965 года в меморандуме, опубликованном военно-морским адъютантом Белого дома, впервые прозвучало слово «football» как наименование чемоданчика, а в ноябре 1965 года в статье Боба Хортона для газеты «The Baltimore Sun» появились фрагменты интервью одного из президентских помощников, где упоминалось слово «football» для описания чемоданчика.
Среди иных наименований чемоданчика встречаются president’s emergency satchel (с англ. — «Президентская сумка для чрезвычайных ситуаций»), Black Bag (с англ. — «Чёрная сумка»), the button (с англ. — «Кнопка»), emergency kit (с англ. — «Набор экстренной необходимости») и другие.

## Описание чемодана

### Внешний вид
Внешне «ядерный чемоданчик» представляет собой кожаный саквояж компании Zero Halliburton, находящейся в Юте и выпускающей алюминиевые кейсы, которые использовались в качестве реквизита в сериях фильмов «Люди в чёрном» и «Дети шпионов». При этом сама компания не подтверждала и не опровергала заявления о разработке подобных чемоданчиков для президента США. Цвет чемодана — чёрный, масса — около 20 кг (45 фунтов), его может легко носить с собой один человек. Ориентировочные размеры чемодана — 45 × 35 × 25 см, он закрывается на кодовый замок. Чемодан считается пуленепробиваемым: по одним данным, защиту ему обеспечивают титановая защита, по другим — алюминиевая.
Согласно открытым источникам, в США существуют как минимум три «ядерных чемоданчика», один из которых находится в распоряжении президента США, другой закреплён за вице-президентом США, а третий находится в Белом доме и является запасным. В 2021 году старший научный сотрудник журнала Bulletin of the Atomic Scientists Стивен Шварц заявил, что третий «ядерный чемоданчик» всегда закреплён за «дежурным преемником» президента США, однако не исключил возможности наличия и четвёртого чемоданчика. Согласно данным NBC от 2017 года, третий чемоданчик во время президентства Дональда Трампа принадлежал министру обороны Джеймсу Мэттису, который занимал при Трампе пост «дежурного преемника».
Как минимум один выведенный из эксплуатации «ядерный чемоданчик» является экспонатом Национального музея американской истории.

### Предполагаемое содержимое
Содержимое «ядерного чемоданчика» является государственной тайной, поэтому существуют множество вариантов того, что находится внутри него. Среди элементов чемодана достаточно часто упоминаются некие гипотетические коды для приведения в действие ядерного арсенала США и книга, в которой перечислены все возможные ответные действия США в случае ядерного нападения, начиная от запуска одной ядерной ракеты до использования всего содержимого ядерного арсенала США. Предлагаемые варианты ядерного удара являются частью Единого интегрированного оперативного плана (SIOP), который описывает разные сценарии применения ядерного оружия. В массовой культуре сложилось ошибочное впечатление, что внутри чемодана находится некая кнопка для запуска ядерного оружия: образ «ядерной кнопки» нередко эксплуатировали карикатуристы, изобразив в 1980-е годы Рональда Рейгана рядом с тумбочкой, на которой были кнопки «nurse» (для вызова сиделки) и «nukes». Также, вопреки распространённому мнению, чемоданчик не содержит кодов запуска ядерного оружия, а более является средством, при помощи которого президент отдаёт приказ о применении ядерного оружия и оповещает о нём командование Вооружённых сил США.
В 1967 году в книге Уильяма Манчестера «Смерть президента» (англ. The Death of a President) упоминалось следующее содержимое чёрного чемоданчика президента США: коды запуска ядерного оружия, контакты для телефонной связи с премьер-министром Великобритании и президентом Франции (президенты США в то время должны были согласовывать решения насчёт ядерного оружия с ними) и информация о вариантах применения ядерного оружия, которая, по словам Манчестера, была представлена в виде комиксов, но её содержание было дано в крайне понятной форме. В своей книге «Раскрывая тайну» (англ. Breaking Cover) 1980 года начальник Военного офиса Белого дома Билл Галли описывал содержимое «Ядерного чемоданчика» следующим образом:

В «ядерном чемоданчике» содержатся четыре элемента. Это «Чёрная книга», содержащая список возможных ответных действий; книга со списком засекреченных локаций; манильская папка с 8 или 10 скреплёнными листами, представляющими описание процедур при использовании системы экстренного оповещения; карта размером 7,5 на 13 см с кодами аутентификации. Размеры «Чёрной книги» составляли 23 на 30 см, в ней было 75 отрывных страниц с напечатанным текстом чёрного и красного цветов. Книга со списком засекреченных локаций была такого же размера и чёрного цвета. В этой книге содержалась информация об объектах, куда президент мог эвакуироваться в случае чрезвычайной ситуации.
Оригинальный текст (англ.)There are four things in the Football. The Black Book containing the retaliatory options, a book listing classified site locations, a manila folder with eight or ten pages stapled together giving a description of procedures for the Emergency Broadcast System, and a three-by-five-inch [7.5 × 13 cm] card with authentication codes. The Black Book was about 9 by 12 inches [23 × 30 cm] and had 75 loose-leaf pages printed in black and red. The book with classified site locations was about the same size as the Black Book, and was black. It contained information on sites around the country where the president could be taken in an emergency.

По словам Галли, в «Чёрной книге» указывались списки возможных ответных действий в случае нанесения ядерного удара по США, причём красным цветом указывались возможности для нанесения ответного ядерного удара. Он обозначал варианты словами «с кровью, средней прожарки, прожаренное» (англ. Rare, Medium or Well Done). Согласно сайту Global Security, в этой книге встречаются варианты «ограниченной атаки» (англ. Limited Attack Options / LAO), «избирательной атаки» (англ. Selected Attack Options / SAO) и «крупномасштабной атаки» (англ. Major Attack Options / MAO). Фред Каплан указывал, что книгу с планами применения ядерного оружия называют либо книгой Единых интегрированных оперативных планов, либо «Золотой книгой», либо «Чёрной книгой». Убежищами, куда мог эвакуироваться президент, как правило, считались ядерные бункеры. В рассекреченных документах упоминается, что к ноябрю 1962 года в составе содержимого «чёрного чемоданчика» уже была «Папка экстренных действий» (англ. Emergency Actions Folder), а в 1964 году — «Золотая книга» со списком всех возможных планов SIOP.
В 1965 году Боб Хортон упоминал наличие в чемоданчике «портфолио криптографических инструкций» (англ. portfolio of cryptographic orders) для Объединённого комитета начальников штабов, позволяющих нанести ответный удар. Передача зашифрованных сообщений с указаниями по поводу ударов, по словам Хортона, могла осуществляться с помощью телефонной связи, радиосвязи в диапазоне сантиметровых волн или по телетайпу; шифрование же обеспечивало невозможность раскрытия их содержимого посторонним лицом без наличия ключа. По словам Стюарта Джеффриса от 2016 года, внутри ядерного чемоданчика может присутствовать некий радиопередатчик, судя по антенне, которую иногда можно увидеть на фотографиях с чемоданом. Сайт Global Security отмечает, что в чемоданчике могут находиться спутниковый радиопередатчик и «Книга президентских решений» (англ. President's Decision Book), на основании которой президент должен принимать решения о применении ядерного оружия. Фред Каплан указывает, что в чемоданчике может быть некое телекоммуникационное оборудование с защищённым каналом связи, с помощью которого можно совершить звонок и передать сигнал о необходимости применения ядерного оружия.
Коды аутентификации («золотые коды»), открывающие доступ к ядерному оружию, в действительности записаны на пластиковой карточке, которую называют на жаргоне «печеньем» (англ. biscuit): президент обычно носит эту карточку с собой, хотя в источниках нередко указывается наличие карточки в самом «ядерном чемоданчике». Составлением этих кодов и их передачей Белому дому, Пентагону, Стратегическому командованию и TACAMO занимается Агентство национальной безопасности. В некоторых источниках упоминается система экстренного оповещения EAS, позволяющая президенту обратиться к народу из любой точки.

## Обслуживание чемодана

### Процедура принятия решения
Посредством ядерного чемоданчика президент США как верховный главнокомандующий вооружёнными силами страны может отдать приказ о непосредственном использовании ядерного арсенала США. Как правило, у президента в случае возникшей чрезвычайной ситуации будет всего 15 минут на то, чтобы помощники открыли чемодан и позволили ему ознакомиться с возможными вариантами дальнейших действий, а сам он принял бы окончательное решение о действиях в случае ядерной атаки. Обычно в данной ситуации президент должен организовать совещание с участием военных и гражданских советников, которое может проходить в Ситуационной комнате Белого дома или каком-либо другом обеспечивающем безопасность и конфиденциальность месте (наподобие бункера Рэйвен-Рок). Совещание может проводиться также в удалённом формате с использованием защищённых каналов связи. В совещании, как правило, участвует один из заместителей министра обороны США, сотрудник Национального военного командного центра («военной комнаты»), который несёт ответственность за подготовку к запуску ядерных ракет. Также предусмотрено участие главы Объединённого комитета начальников штабов и главы Стратегического командования ВС США.
На совещании обсуждаются варианты масштабов применения ядерного оружия, а разведка регулярно докладывает президенту всю необходимую для принятия решения информацию. Президент выбирает вариант использования ядерного оружия и объекты, которые станут целями поражения: ими могут быть ядерные объекты страны противника, военно-промышленные комплексы в городах и некие политические центры. Атака может производиться как по всем объектам одновременно, так и в порядке очерёдности или по ограниченному количеству объектов. В прессе утверждается, что в США действует Оперативный план номер 8010 12, которым предусматривается использование более 1700 боевых блоков для нанесения ядерных ударов по странам-«потенциальным противникам» (среди них упоминаются Россия и Китай). Предположительным объектами являются руководство стран, ядерные силы, все объекты, системы и средства политического и военного управления, предприятия ОПК, объекты энергоснабжения и крупные города. Гипотетически совещание может длиться неограниченное количество времени, однако в случае запуска баллистических ракет по США и необходимости ответного удара продолжительность совещания не может превышать полминуты. Участники могут высказывать своё мнение о целесообразности применения ядерного оружия, однако окончательное слово всегда остаётся за президентом; наложить вето на его распоряжение юридически не может никто. В то же время существует риск того, что сработавшее предупреждение о ракетном нападении может оказаться ложным.
Прежде чем подобный приказ будет приведён в исполнение, президент США обязан идентифицировать себя при помощи специального кода-идентификатора — так называемого «золотого кода». Сотрудник Национального военного командного центра (на жаргоне — «военной комнаты») должен провести аутентификацию президента и убедиться, что именно глава государства отдал соответствующий приказ. Он оглашает код из двух букв фонетического алфавита (например, Delta-Echo), а президент, в свою очередь, оглашает собственный идентификатор («золотой код»), который записан в карточке и состоит из двух букв (например, Charlie-Zulu). Приказ о применении ядерного оружия должен быть также одобрен вторым человеком из правительства: как правило, таковым является министр обороны США, который при этом не имеет права наложить вето на приказ. Даже в случае отставки министра и назначения на его пост заместителя на последнего будет возложена обязанность подтвердить приказ президента. Далее этот приказ направляется в Объединённый комитет начальников штабов (по другим данным — сразу в NORAD), доходя до шахтных пусковых установок, авиабаз и флотских носителей ядерного оружия. Вопреки сложившемуся стереотипу, в цепочке руководителей, ответственных за передачу информации, необходимой для запуска ядерных ракет, нет ни начальника комитета, ни главы аппарата Белого дома, ни министра обороны США.
Согласно одной версии, оглашая свой «золотой код», президент передаёт некое зашифрованное сообщение однозвёздочному военачальнику и военнослужащим Национального военного командного центра, которое передаётся соответствующим расчётам и экипажам, ответственным за обслуживание ядерного оружия. По другой версии, после проведённой процедуры аутентификации президента в «военной комнате» уже начинается подготовка сообщения, содержащего выбранный план нанесения ядерного удара, время запуска, коды аутентификации и разблокировки баллистических ракет. Это зашифрованное сообщение длиной не более 150 символов отправляется каждому расчёту пусковых установок баллистических ракет (будь то наземные экипажи или команда подводной лодки), которые проводят соответствующие подготовки к запуску ракет: его отправка осуществляется по закрытым наземным, радио- и спутниковым каналам связи. Есть версия, что в карточке также записаны некие телефонные номера, по которым осуществляются звонки, необходимые для подготовки ядерного оружия.
Коды для запуска ядерного оружия обновляются каждые четыре месяца, но их наличие ежемесячно проверяет специальный сотрудник. Коды, разблокирующие баллистические ракеты с ядерной боевой частью, известны как SAS (sealed-authentification codes), а их подготовкой занимается Агентство национальной безопасности. Запуск ядерного оружия может осуществлять так называемая «ядерная триада» — бомбардировщики с атомными бомбами на борту, а также подводные лодки и пусковые установки стратегических ракетных комплексов с межконтинентальными баллистическими ракетами. Для подтверждения запуска экипаж самолёта или подлодки либо расчёт пусковой установки должен сравнить поступившие коды с теми кодами от разблокировки, которые хранятся в специальных конвертах.

### Юридические основы
Президент США является единственным лицом, которое может отдать приказ о применении ядерного оружия; более того, в 2008 году вице-президент США Дик Чейни заявил, что ни Конгресс, ни какой-либо суд не могут помешать президенту США отдать подобный приказ. Однако для законности нанесения ядерного удара всегда необходимо, чтобы цели применения ядерного оружия были сугубо военными, чтобы поражаемый объект был действительно законным для военной атаки, и чтобы для его поражения использовались соразмерные силы (согласно газете New York Times, идея запуска ракет с ядерной боеголовкой по объектам Ирана или КНДР в случае конфликта вопросов о законности почти не вызовет, а атака по объектам России или Китая может быть признана незаконной). Военные имеют полное право не исполнять заведомо преступный приказ, в том числе и касаемо применения ядерного оружия (уверенность в этом выразил в 2017 году начальник Стратегического командования ВС США генерал ВВС США Джон Эрл Хайтен). Согласно документам Центра развития и образования доктрин имени Лемэя, решение о применении ядерного оружия всегда носит более политический, нежели военный характер.
Тем не менее если соответствующий законам ведения войны приказ о применении ядерного оружия был отдан, а зашифрованные сообщения уже были переданы экипажам, неподчинение приказу о применении ядерного оружия уже не будет законным. Имели место случаи, когда военнослужащие, пытавшиеся хоть как-либо поставить под сомнение действующую схему передачи распоряжений насчёт использованного ядерного оружия, получали выговор или были уволены из армии: так, майор ВВС США Харольд Херинг был уволен из рядов ВВС США после того, как в конце 1973 года, находясь на военной базе Ванденберг, задал вопрос о том, как он может убедиться в законности приказа о запуске ракет. Формулировка этого вопроса выглядела следующим образом:

Как я смогу убедиться, что приказ о запуске ракет, отданный мне, поступил от здравомыслящего президента?
Оригинальный текст (англ.)How can I know that an order I receive to launch my missiles came from a sane president?

Несмотря на заверения Херинга следователям ВВС США о том, что он хотел лишь убедиться в гарантиях законности отданного приказа, его уволили из вооружённых сил. По мнению бывшего офицера расчёта пусковой установки ракеты Minuteman Брюса Блэра (англ. Bruce Blair), в последующие годы на вопрос Херинга никто из высокопоставленных американских чиновников так и не удосужился дать исчерпывающий ответ.
Согласно законодательству, вице-президент США не имеет права отдавать приказ о применении ядерного оружия, если нет достоверной информации о гибели или недееспособности президента США, при условии которых вице-президент США становится главой государства. Формально у вице-президента при здравствующем президенте США есть техническая возможность отдать подобный приказ, но, как и главе государства, ему аналогично потребуется огласить свой «золотой код». Сотрудники Пентагона, сверив этот код и убедившись, что приказ отдал вице-президент, имеют полное право не выполнять его распоряжения, если президент США жив и в состоянии исполнять свои обязанности. В то же время это положение, позволяющее только президенту США управлять ядерным оружием, нередко подвергалось критике из-за ряда факторов, начиная от возможного ложного срабатывания предупреждений о ракетном нападении и заканчивая личностью президента, который может неправильно оценить обстановку.
В промежуток между президентскими выборами в США 2020 года и инаугурацией нового президента Джо Байдена порядок задействования «ядерного чемоданчика» и применения ядерного оружия был изменён в связи с возникшими политическими рисками. Согласно новому алгоритму, действовавший президент США мог отдавать приказ о применении ядерного оружия исключительно после консультаций с военачальниками, а прежде всего — после консультации с председателем Объединенного комитета начальников штабов, которому докладывались любые президентские приказы (в то же время голос военных был совещательным). Об изменённой процедуре военачальникам сообщил глава Объединённого комитета Марк Милли, который полагал, что Китай опасался ядерного удара со стороны США из-за резких высказываний Трампа на переговорах в Пекине и шедших военных учений в Южно-Китайском море; ситуацию усугубляла также реакция Трампа на проигрыш Джо Байдену на президентских выборах. По мнению журналиста Боба Вудворда, подобный алгоритм мог закрепиться на постоянной основе и после инаугурации Байдена.

### Помощники
Ядерный чемоданчик носится одним из пяти сменяющихся специальных помощников президента США, которые набираются из офицеров Вооружённых сил США, имеющих звание не ниже майора. Все кандидаты на должность специального помощника должны пройти самую тщательную из практикующихся в США проверку биографии и связей, чтобы получить высший уровень допуска к информации под названием «Yankee White» — этот уровень предусматривает допуск к любой информации любого федерального ведомства США вне зависимости от грифа секретности. В проверке кандидатов участвуют, в частности, Министерство обороны США, Секретная служба США и ФБР. Правила допуска к чемоданчику засекречены, однако предполагается, что они претерпевали изменения со временем. За отбор помощников отвечает Управление связи Белого дома, где работают сотрудники Управления связи Минобороны США, в которое ранее входили части Отдела операций связи при Министерстве обороны США (англ. Defense Communications Operations Unit).
Чтобы попасть на пост помощника, кандидату нужно пройти строгий отбор: обязательными критериями прохождения являются гражданство США, безоговорочная лояльность стране и отсутствие какого-либо влияния иностранных держав на кандидата, членов его семьи или близких ему людей. На пост помощника может претендовать военнослужащий, имеющий звание майора Армии США, ВВС США или Корпуса морской пехоты США либо же лейтенанта-коммандера ВМС США или Береговой охраны США. Каждый кандидат должен знать все аспекты Единого интегрированного оперативного плана, а также все возможные опции, доступные Президенту при принятии решения о нанесении ядерного удара. В случае успешного прохождения отбора новоиспечённому помощнику будет предоставлен высший уровень допуска к секретной информации под названием «Yankee White». Каждый из прошедших проверку офицеров даёт подписку о неразглашении государственной тайны и становится сотрудником военного управления Белого дома, несущим службу посменно.
Специальный помощник сопровождает президента США во всех его поездках, поэтому оказывается часто рядом с главой государства на фотографиях или телевизионных кадрах. Если президент находится в Белом доме, то его ядерный чемоданчик спрятан в засекреченной локации, к которой имеет доступ один из помощников президента. Помощник обязан всегда находиться рядом с президентом на расстоянии вытянутой руки (например, ехать с ним на одном и том же лифте или лететь в вертолёте), чтобы обеспечить ему немедленный доступ к чемоданчику в любой момент времени и обеспечить подготовку чемодана за считанные минуты. Имели место случаи, когда помощник в спешке должен был догонять уехавшего на встречу Президента США и нести ядерный чемоданчик. Для самообороны помощник вооружён пистолетом типа Beretta M9 и имеет право открыть огонь на поражение без предупреждения. Как следствие, помощник с ядерным чемоданчиком в руке стоит или идёт рядом с президентом, а также может находиться с ним в президентском самолёте, вертолёте или служебном автомобиле.
Среди известных помощников президентов США, которым доверяли обслуживание ядерного чемоданчика, выделяются следующие лица:
- Уоррент-офицер Айра Гирхарт (англ. Ira Gearhart), помощник Джона Кеннеди. В день убийства Джона Кеннеди он находился в его кортеже, а позже присутствовал на борту Air Force One во время инаугурации Линдона Джонсона[3].
- Майор (позже подполковник) ВВС США Роберт «Базз» Паттерсон (англ. Robert "Buzz" Patterson), помощник Билла Клинтона[4]. Паттерсон утверждал, что постоянно открывал чемодан, чтобы убедиться в том, что его содержимое находится в должном состоянии[1].
- Майор Армии США Боб Барретт (англ. Bob Barrett), помощник Джеральда Форда. После ухода Форда с поста президента продолжил с ним сотрудничество уже как гражданское лицо[4].
- Полковник Корпуса морской пехоты США Джон Клайн[англ.], помощник Джимми Картера и Рональда Рейгана. В дальнейшем был избран в Палату представителей от штата Миннесота и Республиканской партии, занимал этот пост с 2003 по 2017 годы[35][36]. В 1981 году он участвовал в ядерном брифинге Рейгана[3]. В своей предвыборной агитации он делал акцент на то, что был носителем ядерного чемоданчика при двух президентах[1].
- Питер Мецгер (англ. Peter Metzger), помощник Рональда Рейгана[5]. По его словам, однажды другой помощник Рейгана Майкл Дивер[англ.] разыграл его, отправив его не к тому лифту, которым ехал президент, а к совершенно другому, из-за чего Мецгер не на шутку испугался[1].
- Лейтенант-коммандер Береговой охраны США Вивьен Кри (англ. Vivien Crea), помощница Рональда Рейгана. Первая в истории женщина, которой доверили ядерный чемоданчик[15].
- Майор Корпуса морской пехоты США Пол Монтанус (англ. Paul Montanus), помощник Джорджа Буша-младшего. Сопровождал Буша с чемоданом во время его визита в 2004 году в Ватикан и встречи с папой римским Иоанном Павлом II[37].
- Коммандер ВМС США Роберт Ронска (англ. Robert Ronscka), помощник Джорджа Буша-младшего в 2006—2008 годах. Доктор философии и автор мемуаров[38].

В одних источниках утверждается, что чемоданчик неким образом «прикован» к носителю в лице помощника президента (англ. carried by and chained to a military aide), в других утверждается, что его носят с помощью кожаного ремня, хотя его можно обнаружить не на всех фотографиях. В действительности саквояж связан с рукой помощника с помощью стального троса.
Практика использования аналогичных помощников в помощь вице-президенту США была внедрена во время президентства Джимми Картера: он же распорядился, чтобы вице-президенты аналогично принимали участие в военных играх, связанных с использованием ядерного оружия и сценариями нанесения ответного ядерного удара. По свидетельствам одного из сотрудников Белого дома, помощник занимавшего при Бараке Обаме пост вице-президента Джо Байдена всегда носил предназначенный для него «ядерный чемоданчик», аналогичный чемоданчик был в распоряжении Майка Пенса при Дональде Трампе, а с 2021 года помощник сопровождает Камалу Харрис.

## История

### Разработка
Устройства наподобие ядерного чемоданчика появились в США при президенте Дуайте Эйзенхауэре. Он же ввёл традицию того, что в случае временной недееспособности или гибели президента чемоданчик будет использоваться вице-президентом (ту должность занимал Ричард Никсон, а поводом стал сердечный приступ Эйзенхауэра: тогда возникли серьёзные опасения, что в случае кончины президента ядерным арсеналом США попросту некому будет управлять). Одним из первых документов, подтверждающих существование чемоданчика, восходит к январю 1961 года — это стенограмма разговора двух президентов (уходившего в отставку Дуайта Эйзенхауэра и избранного Джона Кеннеди) и секретаря Белого дома Эндрю Гудпастера, которые на брифинге рассказали Кеннеди о содержимом ядерного чемоданчика.
Свой нынешний вид система приобрела в результате Карибского кризиса при Джоне Кеннеди, который полагал, что ядерное оружие может быть полезным только как сдерживающий фактор. Кеннеди хотел быть уверен в том, что ядерный удар будет нанесён только в случае его прямого приказа, поскольку среди ряда американских военачальников были близки радикальные настроения с призывами нанести упреждающий удар по Кубе. Тогда только авторитет Кеннеди сдерживал их от принятия подобных решений. В то же время Кеннеди испытывал серьёзные сомнения в эффективности действовавших положений в сфере ядерного оружия, предусматривавших взаимное гарантированное уничтожение в случае начала ядерной войны, и настаивал на том, чтобы принципу «всё или ничего» была найдена хоть какая-либо альтернатива.
Президент хотел узнать точный алгоритм действий в случае, когда будет отдан приказ о применении ядерного оружия, в связи с чем он задал своим подчинённым четыре вопроса о ядерной безопасности, которые привели к пересмотру системы управления ядерным арсеналом США:

1. Если предположить, что из тщательно защищённого источника поступит информация, которая вынудит меня принять решение о нанесении ядерного удара по странам коммунистического блока, позволит ли Процедура экстренных действий Объединённого комитета начальников штабов разрешить мне нанести подобный удар без предварительной консультации с министром обороны или Объединённым комитетом начальников штабов?
2. Мне известно, что красная кнопка на моём рабочем столе позволит меня соединить с коммутатором Управления военной связи Белого дома, а с помощью этого коммутатора я могу связаться с Объединённым пунктом слежения за оперативной обстановкой. Если я без предупреждения свяжусь с Объединённым пунктом слежения, кто мне ответит?
3. Что мне нужно сообщить Объединённому пункту слежения, чтобы нанести немедленный ядерный удар?
4. Каким образом человек, получивший мои указания, сможет верифицировать их?

Оригинальный текст (англ.)
1. Assuming that information from a closely guarded source causes me to conclude that the U.S. should launch an immediate nuclear strike against the Communist Bloc, does the JCS Emergency Actions File permit me to initiate such an attack without first consulting with the Secretary of Defense and/or the Joint Chiefs of Staff?
2. I know that the red button on my desk phone will connect me with the White House Army Signal Agency (WHASA) switchboard and that the WHASA switchboard can connect me immediately to the Joint War Room. If I called the Joint War Room without giving them advance notice, to whom would I be speaking?
3. What would I say to the Joint War Room to launch an immediate nuclear strike?
4. How would the person who received my instructions verify them?

Основное требование Кеннеди к изменению в управлении ядерным оружием заключалось в том, чтобы появились хоть какие-то системы проверки, подтверждающие, что приказ о применении ядерного оружия был отдан именно президентом США, а не кем-то другим. В результате последовавших изменений был выпущен также совершенно секретный Меморандум о действиях в области национальной безопасности (англ. National Security Action Memorandum), в соответствии с которым и был создан «ядерный чемоданчик», который позволил бы президенту оперативно принимать решения о действиях в случае ядерного нападения, особенно в тех случаях, когда глава государства находился за пределами Белого дома. Заложенная в эти годы схема, позволяющая президенту США и только ему принимать подобные решения, продолжает действовать и в настоящее время.
После того, как советская военная разведка раздобыла сведения о наличии «ядерного чемоданчика» в США, позволяющего принимать решения о запуске ядерного оружия, разработкой аналогичного устройства занялись и в Советском Союзе. На его разработку ушло около 7 лет, а официально он был принят на вооружение 6 июня 1984 года. Из других стран похожим в плане мобильности является французский терминал специальной связи с руководством вооружённых сил, разработанный ещё в 1960-е годы для президента Франции Шарля де Голля и, предположительно, также позволяющий президенту применять ядерное оружие: предполагается, что для активации кодов на применение ядерного оружия нужно подтверждение от президента Франции и одного из высших военачальников страны, которые хранят при себе части кода.

### Использование
Одна из наиболее ранних фотографий, на которой был запечатлён ядерный чемоданчик, датируется 10 мая 1963 года; на ней президента США Джона Кеннеди в местечке Хайаннис-Порт сопровождал помощник, державший чёрный чемодан стандартной модели Zero-Halliburton. Начиная с 1963 года, президент США во все поездки и на все встречи отправлялся обязательно с этим чемоданом. В 1965 году в одном из документов со статусом «совершенно секретно» впервые появился недвусмысленный намёк на наличие ядерного чемоданчика: в нём один из высокопоставленных чиновников Министерства обороны США говорил, что разумнее отыскать военнослужащего, который сможет носить чемоданчик конкретной массы, чем пытаться облегчить массу его содержимого.
Президент США Джимми Картер стал первым президентом, который полностью ознакомился со списком возможных ответных действий США в случае ядерного нападения и даже принял участие в специальной военной игре, связанной с симуляцией ядерного нападения и нанесением ответного удара (до него в подобных играх участвовал только государственный секретарь США): во многом его интерес основывался на том, что Картер служил на атомной подводной лодке. Брюс Блэр утверждал, что именно Картер попросил издать упрощённую версию списка всех возможных действий, поскольку исходное описание планов было слишком сложным для его понимания. По мнению журналиста Майкла Доббса, Картер был убеждён, что на принятие решения у него будет всего несколько минут после того, как будет зафиксирован запуск ракет в сторону США. Офицеры выполнили просьбу президента, представив ему упрощённый вариант планов: в шутку они называли его «простым, как меню в Wendy’s».
Все президенты США во время Холодной войны прекрасно осознавали риски всех возможных действий в случае необходимости обращения к «ядерному чемоданчику». В частности, Рональд Рейган говорил, что у него наверняка будет всего шесть минут в запасе, прежде чем принять решение о том, выпускать ли носители оружия с ядерной боевой частью или нет. Случаи, требовавшие немедленного президентского обращения к ядерному чемоданчику, огласку не получали, хотя в 1980 году имел место случай ложного срабатывания о массовом ракетном нападении, о котором первым узнал Збигнев Бжезинский: он попытался сообщить об этом президенту, однако один из высокопоставленных офицеров позвонил Бжезинскому и сообщил о том, что тревога была ложной. В мае 1988 года Рональд Рейган стал первым президентом, который сфотографировался на Красной площади рядом со своим помощником, державшим в руке «ядерный чемоданчик». Несмотря на завершение Холодной войны, США в дальнейшем не отказались от идеи ядерного чемоданчика, и он передавался всем последующим главам Соединённых Штатов.
Несмотря на ряд заявлений Дональда Трампа об опасностях применения оружия массового поражения и об угрозе человеческой цивилизации в случае начала ядерной войны, Барак Обама выражал сомнения в том, что Трампу после его избрания президентом необходимо было передавать «ядерный чемоданчик» с соответствующей информацией, поскольку попросту не доверял ему и не был уверен в том, что он сможет принять правильное решение о применении ядерного оружия в случае возникновения чрезвычайной ситуации. Несколько заявлений Трампа касаемо ядерного оружия стали поводом для обсуждения в СМИ: в марте 2016 года в эфире MSNBC Трамп заявил о том, что в случае террористического акта в США, совершённого членами ИГИЛ, он не исключал нанесение ядерного удара в качестве ответной акции, хотя оговаривался, что пошёл бы на это в случае, если бы не осталось иных вариантов. В то же время в ответ на заявления о том, что президент США не может просто отдать приказ о запуске ракет с ядерными боеголовками, Трамп задал встречный вопрос «Зачем тогда мы вообще их производим?» (англ. Then why do we make them?), а уже в апреле того же года в эфире программы Today на NBC он заявил, что в случае терактов со стороны ИГИЛ на территории США он бы рассматривал использование ядерного оружия как последний из возможных вариантов ответа. После того, как Трамп принёс президентскую присягу, в Конгрессе начались обсуждения о возможном лишении Президента США права наносить превентивный ядерный удар.
В феврале 2021 года группа из 31 членов Конгресса США отправила открытое письмо новому президенту Джозефу Байдену с просьбой отказаться от его исключительного права использовать коды активации ядерного оружия и согласиться на внедрение системы «сдержек и противовесов» в структуре управления ядерным арсеналом США. Спустя два года конгрессмен от Демократической партии Джеймс Макговерн внёс на рассмотрение законопроект об изменении ядерной политики США, в тексте которого предлагалось лишить Президента США исключительного права на использование «ядерного чемоданчика» (то есть права на применение ядерного оружия без консультаций с другими представителями власти).

### Передача чемоданчика
Избранный президент США получает коды от ядерного оружия только после проведения специального ядерного брифинга. О ядерном брифинге известно, что его проводят представители Стратегического командования Вооружённых сил США, в ведение которого входит ядерное оружие США, и представители военного управления Белого дома; также на брифинге присутствует уходящий в отставку президент. Избранному президенту как верховному главнокомандующему Вооружённых сил США рассказывают не только о принципах работы с «ядерным чемоданчиком», но и о важности принимаемых им на себя обязанностей касаемо ядерного арсенала страны. Время проведения, регламент и содержимое брифинга не разглашается ни одной из сторон, хотя, со слов помощника Билла Клинтона Джорджа Стефанопулоса, известна дата проведения брифинга с участием Клинтона — 20 января 1993 года в 7 часов утра по местному времени. На этом же брифинге уходящий президент передаёт чемоданчик избранному, а карта с кодами активации ядерного оружия активируется электронным способом ровно в полдень, после принесения президентом присяги. Передача происходит в присутствии двух помощников, один из которых покидает свой пост, а другой заступает на службу к избранному президенту.
В случае, если покидающий свой пост президент США не присутствует на инаугурации, то чемоданчик будет храниться у него и оставаться активным до 11:59:59 дня инаугурации — согласно 20-й поправке к Конституции США, вплоть до этого момента у президента будут оставаться полномочия применить при необходимости ядерное оружие. В 11:59:59 все прежние действовавшие коды автоматически будут деактивированы, и экс-президент лишится доступа к чемоданчику, а его помощник возвратится в Вашингтон — любые последующие приказы уходящего президента будут игнорироваться. Избранный президент США в это же время получит один из запасных чемоданчиков на предынаугурационном брифинге по ядерной безопасности, а также карту с кодами, которые будут активированы в 12:00:00. Начиная с этого момента, избранный президент будет иметь полномочия отдать приказ о применении ядерного оружия при необходимости. Аналогичная процедура будет проводиться и в отношении «ядерных чемоданчиков» уходящего вице-президента США и его преемника.
Особый случай имел место 9 августа 1974 года, когда Ричард Никсон на своём вертолёте Marine One приземлился около Белого дома и в последний раз выступил в должности президента США, объявив о своей отставке. Этот случай примечателен тем, что, вопреки сложившимся традициям, Никсона не сопровождал специальный помощник, поскольку «чемоданчик» был заблаговременно передан назначенному без выборов преемнику Никсона Джеральду Форду, занимавшему прежде пост вице-президента США. Министр обороны США Джеймс Шлезингер позже сказал, что в последние дни пребывания Никсона в должности выпустил следующие предписания командующим: если президент отдаст приказ о применении ядерного оружия, они должны обязательно получить подтверждения приказа от госсекретаря Генри Киссинджера или от самого Шлезингера. Решение было связано с возможной депрессией у Никсона на фоне Уотергейтского скандала, которая могла сподвигнуть его на принятие неадекватных решений.
В январе 2021 года Дональд Трамп после истечения своих президентских полномочий отказался посещать инаугурацию нового президента Джозефа Байдена в Вашингтоне: этот случай стал первым с 1869 года, когда на инаугурации Улисса Гранта не появился его предшественник Эндрю Джонсон. В соответствии со сложившейся традицией Трамп должен был передать своему преемнику свой «ядерный чемоданчик», но вместо этого уехал во Флориду и оставил чемоданчик у себя. В связи с отказом Трампа для Байдена пришлось изготавливать специально новый экземпляр «чемоданчика», хотя остальные остались в Вашингтоне. В целом процедура передачи избранному президенту кодов запуска ядерного оружия не изменилась: он получил их отдельно на специальном ядерном брифинге.

### Происшествия
Несколько раз чемоданчик оказывался вне досягаемости президента и без надлежащей охраны. Так, во время визита Джеральда Форда во Францию «ядерный чемоданчик» случайно остался на борту президентского самолёта в Париже: сотрудник американских служб безопасности вынужден был догнать президентский кортеж и через окно передать чемодан президенту. Имели место два подобных случая во время пребывания Джимми Картера на посту Президента США. В одном из случаев он запретил своему помощнику поселиться во время отпуска на ферме в штате Джорджия, заставив его разместиться в 10 км от президента, а в другом случае попросту забыл свой личный идентификатор, необходимый для использования чемоданчика, в кармане пиджака, отправленного в химчистку.
Во время своего пребывания на посту главы государства Рональд Рейган носил свой идентификатор в бумажнике в заднем кармане брюк. Самая большая угроза для «ядерного чемоданчика» произошла 30 марта 1981 года, в день покушения на его жизнь: после начавшейся паники помощник Рейгана, носивший чемодан, не смог добраться до президента, которого срочно отправили в госпиталь при университете Джорджа Вашингтона. Перед тем, как ввезти президента в операционную, его раздели, вынув из карманов все его лишние вещи. Позже в мусорном баке обнаружили случайно выброшенную президентскую карточку, в которой содержались коды для запуска ядерного оружия.
Ещё один случай имел место в 1991 году, когда президентом был Джордж Буш-старший: после посещения теннисного матча в Лос-Анджелесе он уехал с корта в такой спешке, что его помощник из рядов ВМС США, носивший «чемоданчик», в течение 15 минут в сопровождении агентов Секретной службы США добирался до президентского кортежа, чтобы передать главе государства «чемоданчик».
Несколько случаев с «чемоданчиком» произошли во время президентства Билла Клинтона. Так, в 1999 году в день празднования 50-летия НАТО Клинтон участвовал в приуроченном к этой годовщине саммите в Международном торговом центре имени Рейгана, однако покинул его достаточно быстро, заняв место в своём кортеже, уехав без сопровождающего его помощника и забыв чемодан. Помощник вынужден был в течение 15 минут пешком добираться до Белого дома, пройдя около полумили, и только затем передать президенту чемодан. Об этом случае сообщал спикер Белого дома Джо Локхарт, отметив, что никакой угрозы чемодану не существовало. Однако это был не единственный скандал при Клинтоне: бывший глава Объединённого комитета начальников штабов Хью Шелтон в своей книге «Без смущения» 2010 года писал, что в 2000 году один из помощников сообщил об утере кодов, произошедшей несколько месяцев тому назад. В связи с утерей кодов было начато внутреннее расследование. Более того, на следующий день после скандала Клинтон — Левински президент потерял свою идентификационную карту с кодами, хотя именно в этот день требовалось их срочное обновление. Утверждается, что Клинтон постоянно уклонялся от проверок президентской карточки.
Согласно документам, опубликованным некоммерческой организацией National Security Archive, в сентябре 1994 года президент России Борис Ельцин на переговорах с Биллом Клинтоном высказал мысль о том, что оба лидера должны отказаться в дальнейшем от использования ядерных чемоданчиков и доверить управление ядерным оружием современным техническим системам. Клинтон выступил против подобной идеи, обосновав это тем, что «ядерный чемоданчик» является важным символом человеческого контроля над вооружёнными силами и ядерным оружием в принципе. В 1997 году на очередной встрече Ельцин снова предложил отказаться от ядерных чемоданчиков и использовать гипотетический компьютер для управления ядерным оружием как в США, так и в России. Однако Клинтон и во второй раз ответил отказом, а заместитель госсекретаря США Строуб Толботт подчеркнул, что носящие чемоданчик помощники лучше любой компьютерной системы управления.
Согласно изданию USA Today, предполагается, что после терактов 11 сентября 2001 года президент США Джордж Буш-младший, находясь на борту президентского самолёта, мог открыть чемоданчик и ознакомиться с его материалами в контексте действий правительства в условиях чрезвычайного положения.
В феврале 2017 года во время визита в резиденцию Дональда Трампа Мар-а-Лаго один из гостей опубликовал в Facebook фото с изображением помощника президента, носившего «ядерный чемоданчик», и назвал его имя (без фамилии): фото было сделано во время приёма Трампом премьер-министра Японии Синдзо Абэ примерно в то же время, когда КНДР запустила над Японским морем баллистическую ракету Буккексон-2, способную нести ядерный заряд. Позже представители ВС США заявили, что хотя ситуация была странной, фотографировать помощников никто не запрещал.
Согласно журналисту издания Axios Джонатану Суону, 9 ноября 2017 года во время визита Дональда Трампа в пекинский Дом народных собраний, где тот собирался проводить переговоры с Си Цзиньпином, сотрудники китайских спецслужб отказались пустить помощника Трампа с «ядерным чемоданчиком» в один из залов Дома. Помощник обратился за помощью к главе аппарата Белого дома Джону Келли, однако их попытка войти в зал завершилась потасовкой агентов Секретной службы США с китайскими сотрудниками службы безопасности. При этом «ядерный чемоданчик» во время потасовки не пострадал и в руки китайцев не попал. Позже начальник китайской службы извинился перед американской делегацией, а Трамп попросил не оглашать информацию об инциденте: как оказалось, не до всех сотрудников КНР была доведена информация о порядке перемещений Трампа во время визита.
По заявлению представителей Пентагона, во время штурма Капитолия 6 января 2021 года в руки протестующих чуть не попал ядерный чемоданчик вице-президента Майка Пенса. Камерами наблюдениями были запечатлены кадры, как Майк Пенс и его помощник эвакуировались из зала заседаний Сената США вместе с чемоданчиком, который находился в 30 м от группы протестующих. Позже выяснилось, что военные не знали ничего о потенциальном риске захвата «ядерного чемоданчика» протестующими. Поскольку полномочия Трампа на применение ядерного оружия оставались в силе, использовать содержимое «чемоданчика» для получения доступа к ядерному оружию протестующие не смогли бы, но существовал риск попадания в их руки передовых технологий.

## В культуре
Захват «ядерного чемоданчика» Президента США присутствует в ряде американских остросюжетных фильмов, среди которых известны «Падение Олимпа», «Штурм Белого дома» и «Миротворец». В частности, комментируя выход фильма «Штурм Белого дома», журнал «Итоги» назвал его «чистейшей воды пародией на все вместе взятые крутые боевики». Авторы журнала отметили, что «ядерный чемоданчик» в фильме был показан в стереотипном виде «с кнопкой», а его захват террористами был представлен крайне неправдоподобно, поскольку при наличии серьёзной охраны у Белого дома террористы получили к нему доступ слишком быстро.